# 黑龙江大学站
黑龙江大学站是哈尔滨轨道交通1号线的车站，位于中华人民共和国黑龙江省哈尔滨市南岗区哈西街道学府小四道街与学府路交叉口地下，本站在2013年9月26日开通使用。
车站以临近黑龙江大学命名。
黑龙江大学站位于学府路下，黑龙江大学西门外。附近有哈尔滨市图书馆、服装城、黑龙江大学等，最近的公交车站为服装城站。

## 结构
黑龙江大学站为岛式站台地下车站。
| 地面              | 出入口 | 1-4出入口 |
| 地下一层          | 站厅   | 客服中心、自动售票机、验票机                                                                                        |
| 地下二层          | 站台层 | \| \| \| █ 1号线往新疆大街（医大二院） \| \| 島式 · 開左邊车门 \| \| \| \| \| \| █ 1号线往哈尔滨东站（理工大学） \| |
|                   |        | █ 1号线往新疆大街（医大二院）                                                                                       |
| 島式 · 開左邊车门 |        | |
|                   |        | █ 1号线往哈尔滨东站（理工大学）                                                                                     |

## 车站周边
- 黑龙江大学
- 哈尔滨服装城

## 外链
- 哈尔滨地铁网黑龙江大学站